# 顺阳县
32°47′06″N 111°34′49″E / 32.785009°N 111.580381°E
顺阳县，古县名，县治今河南省淅川县李官桥镇南五公里的顺阳村。應劭曰：縣在順水之陽，因处顺水（即均水）之阳而得名。

## 历史
- 西汉成帝初年（前31年前后），成帝刘骜封“胶东顷王”刘音的三子刘共为“顺阳侯”，始建城于此。汉成帝去世后，前7年汉哀帝刘欣继位，前6年封孔光为博山侯，改顺阳县为博山县，清人王先谦称之为孔光国，属南阳郡。
- 东汉汉明帝刘庄将博山县更名为顺阳县。治今河南省淅川县南，县治李官桥镇（今香花镇西）。汉章帝建初四年（79年），封衛尉馬廖為侯國。东汉建安十三年（208年），曹操夺荆州，分南阳郡西部设置南乡郡。顺阳县属南乡郡。
- 东晋太康十年（289年），改南乡郡为顺阳郡。顺阳县属顺阳郡。
- 南朝齐时期，梁武帝父名“蕭順之”，避帝讳“顺”字，故改顺阳县为从阳县，《梁书》称顺阳郡为南乡。
- 西魏析置郑县，寻改为清乡。
- 隋朝复名顺阳县，移治今河南省邓州市西。
- 唐朝武德三年（620年），立顺阳县，六年（623年）降为顺阳镇，省顺阳镇入冠军县。
- 北宋太平兴国六年（981年）升内乡县顺阳镇为顺阳县。
- 金朝废入穰县，金朝末年析穰县于顺阳镇置顺阳县。
- 元朝又复置，后至元二年（1336年）废入内乡县。

## 地理
《水经注》顺阳县西有石山，南临汋水，汋水又南流注於沔，谓之汋口，汋水与均水实一水，故谓之汋均口，赵汋并改均，《刊误》曰，汋口当作氵匀口。

## 参看
- 顺阳范氏
- 顺阳侯
- 顺阳郡 (太和)
- 顺阳川
- 顺阳王
- 郇阳